# Verbliebene Eigensekretionsrate
Die verbliebene Eigensekretionsrate ist die insbesondere durch eine C-Peptid-messbare Restleistung der Insulin produzierenden Zellen. Diese wird durch den Autoimmunprozess beeinträchtigt. In aller Regel sinkt die verbliebene Eigensekretionsrate beim Diabetes mellitus nicht sofort auf Null, sondern erst nach mehreren Jahren. Lediglich beim pankreopriven Diabetes mellitus (z. B. Entfernung der Bauchspeicheldrüse) ist die Eigensekretionsrate sofort auf Null reduziert.
Die Restsekretion beeinflusst die Insulindosis und führt dazu, dass nach Erstmanifestation zunächst nur ein kleinerer Teil des Gesamtbedarfs ersetzt werden muss. Mit dem fortschreitenden Untergang der Langerhansschen Inseln sinkt die Eigensekretionsrate.
Allerdings kann die Bauchspeicheldrüse in Verbindung mit zugeführtem Insulin auch verantwortlich für unerklärliche Unterzuckerungen sein, wenn ein niedriger Blutzucker i. d. R. die Glykogenausschüttung sperrt und eine zusätzliche Insulinausschüttung fördert.